# Johannes Kleinheins
Johannes Kleinheins (* 27. Februar 1879 in Eppingen; † 1. April 1938 in Karlsruhe) war badischer Ministerialoberrechnungsrat und Heimatdichter, der insbesondere mit patriotischen Gedichten und solchen zu seiner Heimatstadt Eppingen bekannt wurde.

## Leben
Er war der Sohn des Schlossers Johann Georg Kleinheins und der Bürgermeistertochter Katharina Christina geb. Raußmüller, besuchte die Volksschule und Höhere Bürgerschule in Eppingen und begann 1894 eine mittlere Verwaltungslaufbahn beim Großherzoglichen Bezirksamt Eppingen. 1897 wechselte er ins badische Ministerium des Inneren nach Karlsruhe. Nach freiwilliger Kriegsteilnahme im Ersten Weltkrieg war er beim badischen Arbeitsministerium, später im Bezirksamt und im Polizeipräsidium Karlsruhe und zuletzt als Ministerialoberrechnungsrat beim Ministerium des Inneren tätig.
Seine Gedichte waren zumeist vaterländischer Natur oder hatten Begebenheiten und Personen seiner Vaterstadt Eppingen zum Inhalt. Sie erschienen zunächst in der Eppinger Zeitung, bevor 1913 mit dem Sammelband Vaterländische Zeitbilder 1812–1813 ein erstes Gedichtbändlein erschien. Während seiner Freiwilligenzeit im Ersten Weltkrieg erschien 1915 das Bändlein Gedichte von Johannes Kleinheins, Freiwilliger beim Badischen Roten Kreuz, z.Zt. im Felde, nach dem Kriege schlossen sich weitere Gedichtbände an. Seine patriotischen Gedichte brachten Kleinheins Anerkennung höchster Stellen, darunter durch Paul von Hindenburg, den badischen Großherzog Friedrich II. und den bayerischen Kronprinzen Ruprecht ein. Der Kyffhäuserbund zeichnete Kleinheins mit dem Bundesehrenkreuz I. Klasse aus.
Seine Heimatstadt Eppingen hat noch zu Kleinheins’ Lebzeiten in den 1930er Jahren die Waldstraße in Johannes-Kleinheins-Straße umbenannt. Nach 1945 hat man der Waldstraße wieder ihren alten Namen gegeben, doch erhielt 1954 eine neu angelegte Parallelstraße erneut den Namen Johannes-Kleinheins-Straße. Der Dichter ist auf dem Friedhof in Eppingen beigesetzt.

## Werke
- Vaterländische Zeitbilder 1812–1813, 1913
- Gott mit uns!, 1914
- Gedichte von Johannes Kleinheins, Freiwilliger beim Badischen Roten Kreuz, z.Zt. im Felde, 1915
- Gedichte von Heimat, Liebe und Tod, 1923
- Zeitbilder 1870/71, 1925